# Трифин Бородатый
Трифин (валл. Triffyn; род.ок.430 г.) — сын Аэда "Броска", ирландца из рода Десси. Трифин был одним из тех ирландцев, которые совершали набеги на Уэльс.
Ему удалось жениться на Гулидере, дочери Клотри, протектора Диведа и после смерти её отца стать королём. В это же время его троюродный брат Анлах мак Кормак, женился на Марцеле, принцессе из Гарт-Мадрин и стал королём Брихейниога. Дочь Трифина, Эрдудвила, стала женой Эриха, сына короля Арморики, Олдрина. Его старший сын Эохайд умер раньше его. Трифину наследовал Айргол, который приходился ему сыном или внуком.

## Биография
Трифин (Трестин, Трибун, Трифун) появляется в генеалогиях Диведа как отец Аэргола Лоухира. Имя происходит от латинского Трибунус. В Житии Святого Давида (только текст Веспасиана) нам сообщается, что мать Давида, будучи беременной, вошла в церковь, где проповедовал Гильдас ап Кау во время правления Трифуна и его сыновей. Это повторяется в "Житии Гилдаса" Карадога из Лланкарфана, где он назван Трифинусом. В Книге Лландафа Трифин упоминается как отец Аэргола Лоухира, который становится современником Тейло (500-560). Как отец Кинана Килчеда указан, но поскольку эта родословная не содержит поколений, возможно путаница с поздним Трифином. Триффин был дедушкой Вортипора, который жил около 540 года, когда его словесно атаковал Гильдас. Таким образом, Триффин, вероятно, родился около 430 года.
В одной из родословных упоминаются имена Статер, Пинсер и Мисер, которые, на первый взгляд являются должностями или прозвищами если переводить с латыни. Протектор, очевидно, является титулом, как это встречается в надписи, посвященной Вортипору. Э.В.Б.Николсон объяснил Статер, Пинсер и Мисер как искажения латинских титулов stator, «маршал магистрата»; pincerna, «виночерпий»; и mistor, «смеситель». Протек, похоже, является дубликатом Протектора, хотя имя Протек появляется в Книге Лландафа как имя свидетеля седьмого века в Книге Ландава. Однако пример самого Триффина, (Трибунус), показывает, что римские официальные титулы могли использоваться как независимые личные имена. Николсон также указал, что Статер и Пинер использовались Джеффри Монмутским для его вымышленных королей Статериуса и Пиннера.
Статер и Мейген были сыновьями Эохайда сына Трифина.